# Heinrich Khunrath

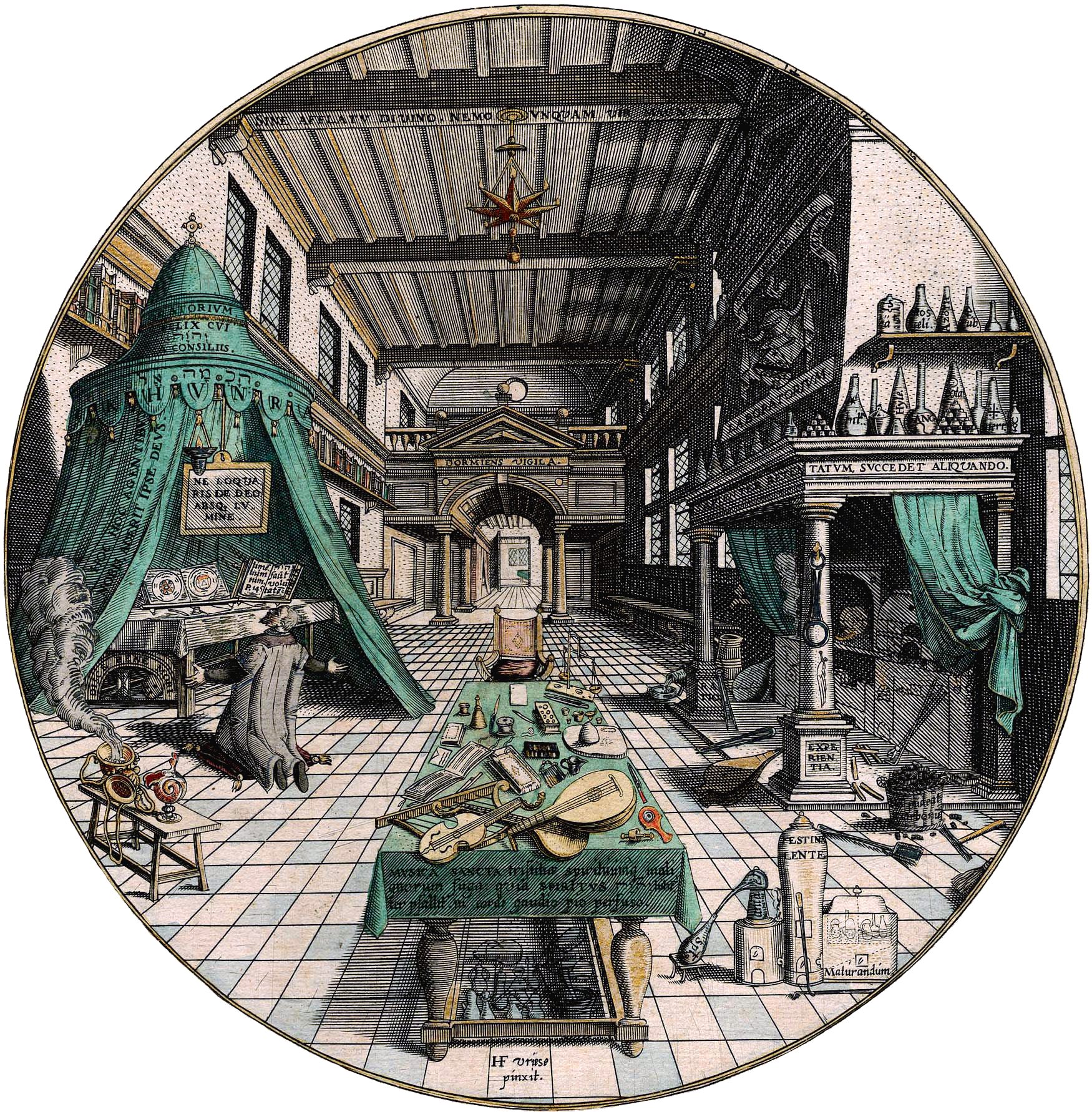
O Laboratório do Alquimista, de Amphitheatrum Sapientiae Aeternae

Heinrich Khunrath (Dresden ou Leipzig, c. 1560 – Dresden ou Leipzig, 9 de setembro de 1605), foi um médico, filósofo hermético e alquimista da Alemanha.

## Biografia
Estudou possivelmente na Universidade de Leipzig em torno de 1570 com o pseudônimo Henricus Conrad Lips, e pode ter usado outros nomes ao longo de sua vida. Em maio de 1588 matriculou-se na Universidade de Basileia, onde obteve o grau de Doutor em Medicina. Foi também discípulo de Paracelso, e praticou medicina em Dresden, Magdeburgo e Hamburgo. Depois de 1588 viajou extensamente e permaneceu algum tempo na corte do império, onde encontrou John Dee, que possivelmente foi seu mentor no Hermetismo. Em 1591 foi indicado médico do conde Rosembeck em Trebona. Seus estudos de ocultismo o levaram a criar uma síntese de magia natural com o Cristianismo. Sua primeira obra publicada foi Amphitheatrum Sapientiae Aeternae (Hamburgo, 1595, ilustrado), que se tornou um clássico da alquimia, foi uma influência para o Luteranismo e para os Rosacruzes.

## Obras
Outras obras suas foram:
- De signatura rerum naturalium theses, 1588
- Confessio de chao physico-chemicorum catholico: in quo catholice habitat azoth sive materia prima mundi, h.e. mercurius sapientum : ubi magnesiae (subjecti videlicet lapidis philosophorum catholici) conditiones fideliter recensentur, 1595
- Von hylealischen das ist, pri-materialischen catholischen, oder algemeinemx natürlichen...chaos der naturgemässen alchymiae und alchymisten, wiederholete, verneuerte und wolvermehrete naturgemäss-alchymisch- und recht-lehrende philosophische Confessio oder Bekandtniss ... Deme beygefügt ist eine treuhertzige Wahrnungs-Vermahnung an alle wahre Alchymisten, sich vor den betrügerischen Arg-Chymisten zu hüten, 1597
- Naturgemes-alchymisch symbolum, oder, gahr kurtze Bekentnus ... : von allgemeinem, nat¸rlichen, dreyeinigen, wunderbaren, und wunderth”tigen, allergeheimbsten Chao der naturgemessen Alchymisten: desz philosophischen universal und grossen Steins rechten nat¸rlichen unnd eigenen Subjecto, oder, waren und einiger Materia, 1598
- Magnesia catholica philosophorum, das ist, höheste Nothwendigkeit in Alchymia, auch mügliche uberkommung augenscheinliche Weisung, vnd genugsame Erweisung catholischer verborgener Magnesiae ; des geheimen wunderthetigen vniversal Steins naturgemess-chymischer philosophorum Rechten vnd allein wahren pri-materialischen Svbiecti, 1599
- Wahrhafter Bericht vom philosophischen Athanor und dessen Gebrauch und Nutzen..., 1603
- Quaestiones tres, per-utiles ... : cum curationem, tum praecautionem absolutam ... Arenae, Sabuli, Calculi, Podagrae, Gonagrae, Chiragrae, aliorumque morborum tartareorum microcosmi ... hominis puta, concernentes: das ist, hochnützliche ... drei Fragen, die gründliche, vollkommene und warhafftige Curation oder Genesung, so wol auch Precaution, oder Verhutung Sandes, Grieses Steins, Zipperleins und anderer mehr tartarischer Kranckheiten microcosmi ... oder des Menschen betreffende, 1607
- De igne magorum philsophorumque secreto externo & visibili; das ist, Philosophische Erklahrung, von, und uber dem... Gludt und Flammenfewer der uhralten Magorum oder Weysen ... Beneben andern zweyen Tractätlein: deren das erste in ... Judicium ... eines erfahrnen Cabalisten und Philosophen uber die 4. Figuren desz grossen Amphitheatri, 1608
- Lux in tenebris; das ist ... Liecht vnd Wegnuss vnd Irrthumb vmbgeben..., 1614
- Medulla Distillatoria & Medica, 1638